# NGC 6682
NGC 6682 је звезда или звезде у сазвежђу Штит која се налази на NGC листи објеката дубоког неба.
Деклинација објекта је - 4° 48' 48" а ректасцензија 18h 39m 37,0s. Привидна величина (магнитуда) објекта NGC 6682 износи 7,8. NGC 6682 је још познат и под ознакама * cloud?.